# کدو، آراگن
کدو، آراگن (به اسپانیایی: Codo) یک دهستان در اسپانیا است که در استان ساراگوسا واقع شده‌است. کدو ۱۱٫۴ کیلومتر مربع مساحت و ۲۲۸ نفر جمعیت دارد و ۳۴۲ متر بالاتر از سطح دریا واقع شده‌است.